# Mexican Institute of Sound
Il Mexican Institute of Sound, detto anche Instituto Mexicano del Sonido, è un progetto di Camilo Lara, in cui alcune canzoni classiche degli anni settanta e ottanta sono mescolate con musica elettronica.

## Storia
Nel 2006 esce il primo disco chiamato México Mágico pubblicato dall'etichetta messicana indipendente Noiselab e, in Spagna, dalla casa discografica di Madrid Lovemonk.
L'album è un mix musica elettronica, dub, cha-cha-cha e cumbia. Questo a aiutato M.I.S. ad ottenere buoni giudizi da Spin, New York Times e URB.
I suoi remix comprendono gruppi come i Placebo e Le Hammond Inferno, passando per Gecko Turner e Babasónicos.
Nel 2007 esce il secondo album chiamato Piñata, il singolo estratto da questo album si chiama El Micrófono, che entra a far parte della colonna sonora del videogioco FIFA 08, mentre la canzone Alocatel fa parte di quella di FIFA 10. Il disco è sulla falsariga del primo come un collage di influenze musicali che riflettono la visione che ha Camilo della vita nella metropoli messicana di Città del Messico. Include collaborazioni con Tom Tom Club, Fantastic Plastic Machine e Babasónicos.
Nel 2009 lancia un terzo album chiamato Soy Sauce col singolo Hiedra Venenosa.
Nel 2010, M.I.S. pubblica la canzone Suave Patria per la parata del Bicentenario dell'Indipendenza del Messico; l'omonimo EP contiene sei tracce.
Nel 2012 rilascia il suo quarto album in studio, Politico, che contiene canzoni relative, come implica il titolo dell'album stesso, ad un contesto politico. Es Toy è stato uno dei suoi singoli di maggior successo.
M.I.S. presenta anche la stazione radio East Los FM su Grand Theft Auto V, mentre Es Toy è presente nel gioco.
Nel 2014 Camilo Lara registra il suo quinto album in studio con Toy Selectah. Con l'appoggio di Red Bull registrano in Giamaica, gli Stati Uniti (New York e Los Angeles), Londra e Brasile. Nel disco ci sono collaborazioni con artisti come Ana Bárbara, Sly and Robbie, Toots Maytals, Gogol Bordello (Eugene), Nina Sky, Money Mark, MC Lyte, N.A.S.A., Kool AD (Das Racist), Kut Masta, Kurt Chrome Sparks, Eric Bobo (Cypress Hill), e molti altri.
Nel 2015 Camilo rilascia il suo quinto album, Compass, in collaborazione con Toy Selectah.
Dopo quattro anni di inattività, M.I.S. rilascia il singolo Mi T-Shirt De La NASA per annunciare il quinto album in studio.
Disco Popular esce il 3 Novembre 2017. Registrato in Giamaica, Messico e USA, contiene ospiti come La Yegros, Calexico & Orkesta Mendoza, Press Kay, Lorna, Toots Hibbert, Sly & Robbie, Pamputae & Ranco e Adan Jodorowsky. Lo stesso anno, Lara viene chiamato come creative consultant per il film di animazione Coco. Ha aiutato Lee Unkrich "a navigare tra i diversi ritmi del Messico…a capire la geografia della musica." Ha anche aiutato ad arrangiare e produrre molte delle colonne sonore del film e assistito il compositore Michael Giacchino. Come M.I.S., Lara ha prodotto Jálale alla colonna sonora del film e fa un cameo nella parte dello scheletro DJ in una scena di festa del film.
Tra il 2020 e il 2021, M.I.S. pubblica cinque singoli che preannunciano il nuovo album in studio (Se Compran, Cruzando el Río, My America Is Not Your America, Dios e El Antídoto) e il 5 febbraio 2021 rilascia Distrito Federal che vede la collaborazione di La Perla, BIA, Duckwrth, Graham Coxon, Joe Crepúscolo, Cuco e Banda Misteriosa. In questo periodo lavora anche ad un remix di ooh la la dei Run the Jewels.

## Discografia

### Album
- 2006 – Méjico Máxico
- 2007 – Piñata
- 2009 – Soy Sauce
- 2012 – Politico
- 2015 – Compass
- 2017 – Disco Popular
- 2021 – Distrito Federal

### EP
- 2007 – Extra!Extra!Extra!
- 2010 – Suave Patria